# Олемпіюк Геннадій Миколайович
Олемпіюк Геннадій Миколайович (17.04.1950 – 1995) - український художник з Донецька, член Національної спілки художників України.

## Творчий доробок
Картини: "Інтернат. Батьківський день", "Соломея", "Прощання", "Сухе дерево", "Голова Іоанна Хрестителя", "Натюрморт" та ін.